# 香取級戰艦
香取級戰艦（かとりがたせんかん）是大日本帝国海軍的前弩級戰艦，同級艦共兩艘，分別為香取及鹿島。

## 概要
日本海軍在日俄戰爭時，為了補充初瀬及八島於日俄戰爭早期損失的戰力，因而向英國訂造新型戰艦－香取級。儘管日進及春日等裝甲巡洋艦在危急的對馬海峽海戰時守住了戰線，但裝甲巡洋艦在規模與火力方面與戰艦相比顯得不足。由於日本海軍預計最少需要一隊六艘的戰艦才能面對來自中國、俄羅斯或美國的潛在威脅，因此向英國下了訂單製造。雖然香取級戰艦的設計很大程度上只是根據以前的敷島級戰艦三笠而倉促建造，但兩艘艦卻只能在日俄戰爭完結後才能交付。
竣工之後，英國最新型的無畏艦已經下水，本級已淪為過時艦級。及後一直作為主力艦，直至1923年由於華盛頓海軍條約使兩艦一同成為廢艦，及後被解體。

## 設計
香取級戰艦的設計是英國皇家海軍的英皇愛德華七世級戰艦的修改版本，該戰艦比起前代在武裝及動力系統上引進了若干創新之處。
船體形狀為典型的平甲板型，前部採取高艦舷使之有效破開海浪、適合航行，艦首仍然保留著衝角。艦首開始為主炮楔形的炮塔、後為包括司令塔的操舵艦橋、單腳式的前部桅杆、設有細小通風筒於兩側的煙囪、往後為放置艦載艇的位置、救生艇起重機、單腳式的後部桅杆、後部艦橋、到艦尾的2號主炮。

### 武裝
香取級戰艦前後各裝有1門1904年型埃爾斯維克軍備公司新設計的305毫米45口徑連裝主炮，這比起三笠的305毫米40口徑主炮以及前代的戰艦有更強大的火力。該砲塔可以左右150度轉動，炮管能在仰角15度、俯角5度之間上下移動，386千克重的炮彈能以1分鐘1發的間隔射擊。
副炮為4門1905年型威格士造船廠出品的254毫米45口徑單裝炮。該砲塔可以左右160度轉動，炮管能在仰角30度、俯角5度之間上下移動，235千克重的炮彈能以2分鐘3發的間隔射擊，射程達24,600米。甲板兩側更配備了共12門1900年型埃爾斯維克軍備公司出品的152毫米45口徑單裝速射砲去對付魚雷艇，而分散的設計是為了避免因單一命中而破壞掉密集的速射砲。上甲板的炮塔都有裝甲保護，使其不容易被破壞。
輔助兵裝包括16門1894年型埃爾斯維克軍備公司出品的76毫米40口徑單裝速射砲、3門用作高射炮的47毫米40口徑機炮、4門457毫米水中魚雷發射管、1門457毫米水上魚雷發射管。

### 裝甲
香取級戰艦採用克虜伯鎳鉻鋼作為材料製造裝甲，水線下舷側及主炮防盾用了229毫米、炮座用上了305毫米、副炮用上178毫米及甲板用上了76毫米厚的裝甲。

### 動力
本級使用2座2軸的往復式引擎，包括20個燃煤水管式鍋爐及直立型四氣筒三段膨張式蒸汽引擎。噴油機的使用允許蒸氣壓力快速上升，使本級艦能夠有更大的加速度。但是，由於設計內在的不穩定性問題，使本級艦難以在直線航行中保持高速。在試驗中，香取僅能夠維持8個小時剛剛超過20節的速度。續航距離在10節時為10,000英浬。

## 同級艦
雖是同級艦，但在細部上因造船廠關係，在船體大小及引擎出力上各有不同。
| 船名 | 製造廠             | 建造時間                     | 服役時間                     | 結局           | 圖片 |
| ---- | ------------------ | ---------------------------- | ---------------------------- | -------------- | ---- |
| 香取 | 英國威格士造船廠   | 1904年4月27日～1905年7月4日  | 1906年5月20日～1923年9月20日 | 1924年11月解體 |      |
| 鹿島 | 英國阿姆斯壯造船廠 | 1904年2月29日～1905年3月22日 | 1906年5月23日～1923年9月20日 | 1924年11月解體 |      |

## 外部連結
- （英文）日本帝國海軍的材料
- （英文）全球安全網站(Globalsecurity.org) （页面存档备份，存于）